# ۱۷-N-آلیل‌آمینو-۱۷-دمتوکسی گلدانامیسین
۱۷-ان-آلیل آمینو-۱۷-دمتوکسی گلدانامیسین (به انگلیسی: 17-N-Allylamino-17-demethoxygeldanamycin) با فرمول شیمیایی C31H43N3O8 یک ترکیب شیمیایی با شناسه پاب‌کم 6688 است. که جرم مولی آن ۵۸۵٫۶۸۹ گرم بر مول می‌باشد. 